# Вилхелм Куно
Вилхелм Карл Йозеф Куно (на немски: Wilhelm Carl Josef Cuno, 2 юли 1876 - 3 януари 1933) е германски политик, който е и канцлер на Германия от 1922 до 1923 г. Роден е в Зул, Пруска Саксония. Правителството на Куно е най-известно със своята пасивна съпротива срещу френската окупация на тежкоиндустриалната област Рур (1922-1923). Неговото правителство остава в историята и със своята неспособност да се справи с икономически проблеми. За да плати данъците на държавата, правителството на Куно печата огромно количество пари, което води до хиперинфлация, чийто връх е достигнат през 1923 г.
Куно получава образование за юрист в Берлин и Хайделберг. Работи в Министерството на финансите на Империята през 1907 г. По време на Първата световна война Куно участва в разпределянето на продоволствието за немската армия, но напуска своя пост, за да се включи в корабната компания ХАПАГ през 1917 г. През декември 1918 г. е повишен до изпълнителен директор на компанията. Като експерт по икономика Куно участва в следвоенните преговори, отнасящи се за репарационните плащания и условията на мир. Значимостта на неговия пост като изпълнителен директор на ХАПАГ се увеличава, когато компанията става една от водещите за транспорт на продоволствие между САЩ и Германия.
Неофициално представяйки интересите на своето правителство в чужбина, Куно отхвърля няколко предложения за поста на външен министър, но се съгласява да оглавява кабинета след оставката на Йозеф Вирт. Назначен е като канцлер на 22 ноември 1922 г. и съставя правителство най-вече от независими икономисти и членове на Германската народна партия, Германската демократическа партия, Германската централна партия и Баварската народна партия.
След падането на правителството той се пенсионира и напуска политиката, връщайки се към ръководството на компанията ХАПАГ.